# Mid-Sussex Football League
Mid-Sussex Football League (hiện tại được tài trợ bởi Gray Hooper Holt) là một giải đấu bóng đá Anh. Có tổng cộng 14 hạng đấu với hạng cao nhất là Premier Division nằm ở cấp độ 12 của hệ thống các giải bóng đá Anh. Đây là giải đấu góp đội cho Sussex County League Division Three. Hạng đấu cuối cùng, Division Eleven nằm ở cấp độ 24 và là cấp độ thấp nhất trong hệ thống các giải bóng đá Anh.

## Danh sách các đội bóng thành viên mùa giải 2014–15 theo từng hạng đấu
- Premier Division

Balcombe | Cuckfield Rangers | Cuckfield Town | East Grinstead United | Jarvis Brook | Lindfield | Montpelier Villa | Old Varndeanians | Peacehaven United | Rotherfield | Smallfield | Willingdon Athletic
- Championship

AFC Ringmer | Buxted | Copthorne | Ditchling | Felbridge | Forest Row | Furnace Green Rovers | Phoenix United | Polegate Town | Portslade Athletic
- Division One

AFC Uckfield Town 'A' | Ashurst Wood | Crawley Portuguese Sporting | Dormansland Rockets | East Court | East Grinstead Town 'A' | Framfield & Blackboys United | Montpelier Villa 'A' | Old Varndeanians Dự bị
- Division Two

Ansty Sports & Social | Ardingly | Barcombe | Burgess Hill & Hurst Albion 'A' | Copthorne Dự bị | FC Crawley Luxury | Sporting Elite | Sporting Lindfield | Willingdon Athletic Dự bị | Wivelsfield Green
- Division Three

AFC Haywards | Balcombe Dự bị | Buxted Dự bị | Cuckfield Town Dự bị | Horsted Keynes | Maresfield Village | Nutley | Plumpton Athletic | West Hoathly
- Division Four

Crawley Devils | Dormansland Rockets Dự bị | Felbridge Dự bị | Fletching | Handcross Village | Ilfield Dự bị | Old Varndeanians 'A' | Saint Hill Blues | United Services
- Division Five

Ardingly Dự bị | AFC Hurstpierpoint | Copthorne 'A' | Cuckfield Rangers Dự bị | East Grinstead United Dự bị | FC Crawley Luxury Dự bị | Lindfield Dự bị | Peacehaven United Dự bị | Polegate Town Dự bị | Wisdom Sports
- Division Six

Ansty Sports & Social Dự bị | Ashurst Wood Dự bị | Copthorne 'B' | Danehill | DCK Copthorne | Eastbourne Rangers Dự bị | Framfield & Blackboys United Dự bị | Jarvis Brook Dự bị | Keymer | Rotherfield Dự bị | Sporting Elite Dự bị
- Division Seven

Bolney Rovers | Ditchling Dự bị | Fairwarp | Forest Row Dự bị | Hartfield | Ilfield 'A' | Newick | Portslade Athletic Dự bị | Stones | Willingdon Athletic 'A'
- Division Eight

AFC Ringmer Dự bị | East Grinstead Town 'B' | Handcross Village Dự bị | Maresfield Village Dự bị | Marle Place Rhinos | Pilgrims | Plumpton Athletic Dự bị | Ridgewood | Wivelsfield Green Dự bị
- Division Nine

AFC Haywards Dự bị | Barcombe Dự bị | Burgess Hill & Hurst Albion 'B' | Cuckfield Rangers 'A' | Fairfield | Handcross Village 'A' | Lindfield 'A' | Roffey 'A' | Scayne's Hill | West Hoathly Dự bị
- Division Ten

AFC Uckfield Town 'B' | Burgess Hill Athletic | Buxted 'A' | Cuckfield Rangers Development | East Grinstead Meads | FC Crawley Luxury 'A' | Furngate | Heath Rangers | Peacehaven United 'A' | Wivelsfield Wanderers
- Division Eleven

AFC Bolnore | Ashurst Wood 'A' | Crawley United | Hartfield Dự bị | Jarvis Brook 'A' | Nutley Dự bị | Rotherfield 'A' | Scayne's Hill Dự bị | Stones Dự bị

## Các nhà vô địch
| Mùa giải | Premier Division      | Championship Division | Division One                | Division Two        | Division Three               | Division Four             | Division Five              | Division Six             |
| -------- | --------------------- | --------------------- | --------------------------- | ------------------- | ---------------------------- | ------------------------- | -------------------------- | ------------------------ |
| 2002–03  | Lewes Bridgeview      |                       | East Grinstead United Dự bị | Jarvis Brook        | Maresfield Village Dự bị     | Lewes Rovers Dự bị        | Crawley Down 'A'           | Lingfield 'A'            |
| 2003–04  | Old Varndeanians      |                       | Jarvis Brook                | Sporting Lindfield  | Rotherfield                  | Horsted Keynes            | Ardingly Dự bị             | Chailey                  |
| 2004–05  | Wisdom Sports         |                       | Willingdon Athletic         | Uckfield Town Dự bị | Horsted Keynes               | Willingdon Athletic Dự bị | AFC Ringmer                | Keymer & Hassocks        |
| 2005–06  | East Grinstead United |                       | Felbridge                   | Horsted Keynes      | Willingdon Athletic Dự bị    | AFC Ringmer               | Keymer & Hassocks          | Wisdom Sports Dự bị      |
| 2006–07  | Old Varndeanians      |                       | Hartfield                   | Uckfield Town Dự bị | AFC Ringmer                  | Keymer & Hassocks         | Lingfield 'A'              | Antsy Sports & Social    |
| 2007–08  | Lindfield             |                       | Uckfield Town Dự bị         | AFC Ringmer         | Roffey                       | Lindfield Dự bị           | Danehill                   | Copthorne                |
| 2008–09  | Old Varndeanians      |                       | Crawley Down 'A'            | Roffey              | Dormansland Rockets          | Uckfield Town 'A'         | Barcombe                   | East Grinstead Wanderers |
| 2009–10  | Lindfield             |                       | Roffey                      | Dormansland Rockets | Framfield & Blackboys United | Barcombe                  | Copthorne                  | Balcombe Dự bị           |
| 2010–11  | Maresfield Village    | Dormansland Rockets   | AFC Grinstead               | Keymer & Hassocks   | Copthorne                    | Roffey Dự bị              | Fairwarp                   | Halsford Lions           |
| 2011–12  | Dormansland Rockets   | Rotherfield           | Peacehaven United           | Ditchling           | Cuckfield Town Dự bị         | Wivelsfield Green         | Furnace Green Galaxy Dự bị | United Services          |
| 2012–13  | Dormansland Rockets   | Burgess Hill Albion   | Smallfield                  | East Court          | Roffey Dự bị                 | Copthorne Dự bị           | DCK Copthorne              | Nutley                   |
| 2013–14  | East Grinstead United | Smallfield            | Furnace Green Rovers        | Ashurst Wood        | Copthorne Dự bị              | DCK Copthorne             | Nutley                     | Hydraquip Dự bị          |

## Các đội vô địch Cup
| Mùa giải | MSFL Senior Charity Cup | MSFL Junior Charity Cup   | Montgomery Challenge Cup | Mowatt Challenge Cup         | Edgar German Challenge Cup | Stubbins Challenge Cup  | Somerville Challenge Cup  |
| -------- | ----------------------- | ------------------------- | ------------------------ | ---------------------------- | -------------------------- | ----------------------- | ------------------------- |
| 2002–03  | Hassocks Dự bị          | Virgin Dự bị              | Newick                   | Lewes Rovers                 | Wivelsfield Green          | Lindfield Dự bị         | Wealden 'A'               |
| 2003–04  | Franklands Village      | Rotherfield               | Hassocks 'A'             | Newick                       | Horsted Keynes             | Hartfield               | Horley Athletico          |
| 2004–05  | Crawley Down Dự bị      | Willingdon Athletic Dự bị | Old Varndeanians         | Uckfield Town Dự bị          | Hartfield                  | Hartfield               | Willingdon Athletic Dự bị |
| 2005–06  | Ifield Edwards          | Willingdon Athletic Dự bị | Willingdon Athletic      | Hartfield                    | Hartfield                  | AFC Ringmer             | AFC Ringmer               |
| 2006–07  | Pease Pottage Village   | Franklands Village        | Balcombe                 | Ashurst Wood                 | Franklands Village         | Keymer & Hassocks       | Ansty Sports & Social     |
| 2007–08  | Three Bridges Dự bị     | Copthorne                 | Lindfield                | Rotherfield                  | AFC Ringmer                | East Grinstead Town 'A' | Barcombe                  |
| 2008–09  | Lindfield               | Ifield Edwards 'B'        | Uckfield Town Dự bị      | Dormansland Rockets          | Dormansland Rockets        | Dormansland Rockets     | Uckfield Town 'A'         |
| 2009–10  | Cowfold                 | Newick                    | Lindfield                | Cuckfield Town               | Burgess Hill Albion        | Burgess Hill Albion     | Copthorne                 |
| 2010–11  | Pease Pottage Village   | Maresfield Village Dự bị  | Lewes Bridgeview         | AFC Grinstead                | Peacehaven United          | Plumpton Athletic       | Wivelsfield Green         |
| 2011–12  | Pease Pottage Village   | Village of Ditchling      | Balcombe                 | Ditchling                    | Ditchling                  | Plumpton Athletic       | Halsford Lions            |
| 2012–13  | Hassocks Dự bị          | Sporting Elite            | Peacehaven United        | Lindfield Dự bị              | Furnace Green Rovers       | Wivelsfield Green       | DCK Copthorne             |
| 2013–14  | Balcombe                | AFC Haywards              | Peacehaven United        | Framfield & Blackboys United | Sporting Elite             | DCK Copthorne           | Nutley                    |